# Richard Wright (Fußballspieler, 1977)
Richard Ian Wright (* 5. November 1977 in Ipswich) ist ein ehemaliger englischer Fußballspieler.

## Karriere
Der Torhüter begann seine Karriere bei seinem Heimatklub Ipswich Town 1994. 2001 wechselte der Engländer zum Londoner Topklub FC Arsenal. Nach einem erfolglosen Jahr als Ersatztorhüter bei den Gunners siedelte Wright für umgerechnet ca. 5 Millionen Euro zum FC Everton, wo er fünf Jahre spielte. Im Juli 2007 wechselte er ins Londoner East End zu West Ham United, wo er keinen Einsatz verbuchen konnte. 2008 wurde er kurzfristig an den FC Southampton verliehen, ehe sein Stammklub Ipswich Town Wright verpflichtete.
Am 1. Juli 2012 wechselte Wright zu Preston North End, verließ den Klub aber bereits nach einer Woche wieder, da er zu weit von seiner in East Anglia lebenden Familie weg war. Noch Ende August desselben Jahres unterzeichnete er beim amtierenden Meister Manchester City einen Vertrag bis Saisonende und verlängerte diesen in den kommenden drei Saisonen jeweils um ein Jahr. Am 17. Mai 2016 hängte er seine Fußballschuhe endgültig an den Nagel, ohne je ein Erstligaspiel für City absolviert zu haben. Er wurde anschließend Torwarttrainer bei Manchester City.
Wright spielte insgesamt zweimal im englischen Fußballnationalteam, Freundschaftsspiele gegen Malta und die Niederlande.

## Erfolge
- 1 Mal englischer Meister mit FC Arsenal 2002
- 1 Mal englischer Pokalsieger mit FC Arsenal 2002
- 1 Mal englischer Ligapokalsieger mit Manchester City 2016
- Teilnahme an der Fußball-EM 2000 in Niederlande und Belgien (keinen Einsatz)